# Потигвара (язык)
Потигвара (Pitonara, Potiguára) — мёртвый индейский язык, который относится к третьей подгруппе тупи группы тупи-гуарани языковой семьи тупи, на котором раньше говорил народ потигвара, проживающий в муниципалитете Мамангуапе, в деревне Посто-Нисья-Брасилейра на территории города Баиа-да-Трайсан, штата Параиба в Бразилии. Народ потигвара произошёл от народа тупинамба. В настоящее время народ потигвара говорит на португальском языке.